# Демири, Бесир
Бесир Демири (макед. Бесир Демири; родился 1 августа 1994 года в Скопье, Македония) — македонский и албанский футболист, защитник клуба «Шкупи». Выступал в сборной Македонии.

## Клубная карьера
Демири начал профессиональную карьеру в клубе «Шкупи» из своего родного города. В 2014 году Бесир перешёл в клуб «Шкендия». 1 марта 2015 года в матче против «Тетекса» он дебютировал в чемпионате Македонии. 24 мая в поединке против столичного «Металлурга» Бесир забил свой первый гол за «Шкендию». В 2016 году он помог команде занять второе место в чемпионате и выиграть Кубок Македонии.
В начале 2017 года Демири перешёл в «Вардар». 19 февраля в матче против своего родного «Шкупи» он дебютировал за новую команду.
В начале 2018 года Бесир перешёл в украинский «Мариуполь».

## Международная карьера
29 мая 2016 года в товарищеском матче против сборной Азербайджана Демири дебютировал за сборную Македонии.
В 2017 году в составе молодёжной сборной Македонии Демири принял участие в молодёжном чемпионате Европы в Польше. На турнире он сыграл в матчах против команд Испании и Сербии.

## Достижения
«Шкендия»
- Обладатель Кубка Македонии: 2015/16